# Cissna Park (Illinois)
Cissna Park es una villa ubicada en el condado de Iroquois en el estado estadounidense de Illinois. En el Censo de 2010 tenía una población de 846 habitantes y una densidad poblacional de 466,63 personas por km².

## Geografía
Cissna Park se encuentra ubicada en las coordenadas 40°34′0″N 87°53′32″O / 40.56667, -87.89222. Según la Oficina del Censo de los Estados Unidos, Cissna Park tiene una superficie total de 1.81 km², de la cual 1.81 km² corresponden a tierra firme y (0%) 0 km² es agua.

## Demografía
Según el censo de 2010, había 846 personas residiendo en Cissna Park. La densidad de población era de 466,63 hab./km². De los 846 habitantes, Cissna Park estaba compuesto por el 97.99% blancos, el 0.35% eran afroamericanos, el 0% eran amerindios, el 0.59% eran asiáticos, el 0% eran isleños del Pacífico, el 0.24% eran de otras razas y el 0.83% pertenecían a dos o más razas. Del total de la población el 2.48% eran hispanos o latinos de cualquier raza.